# Apple Airport

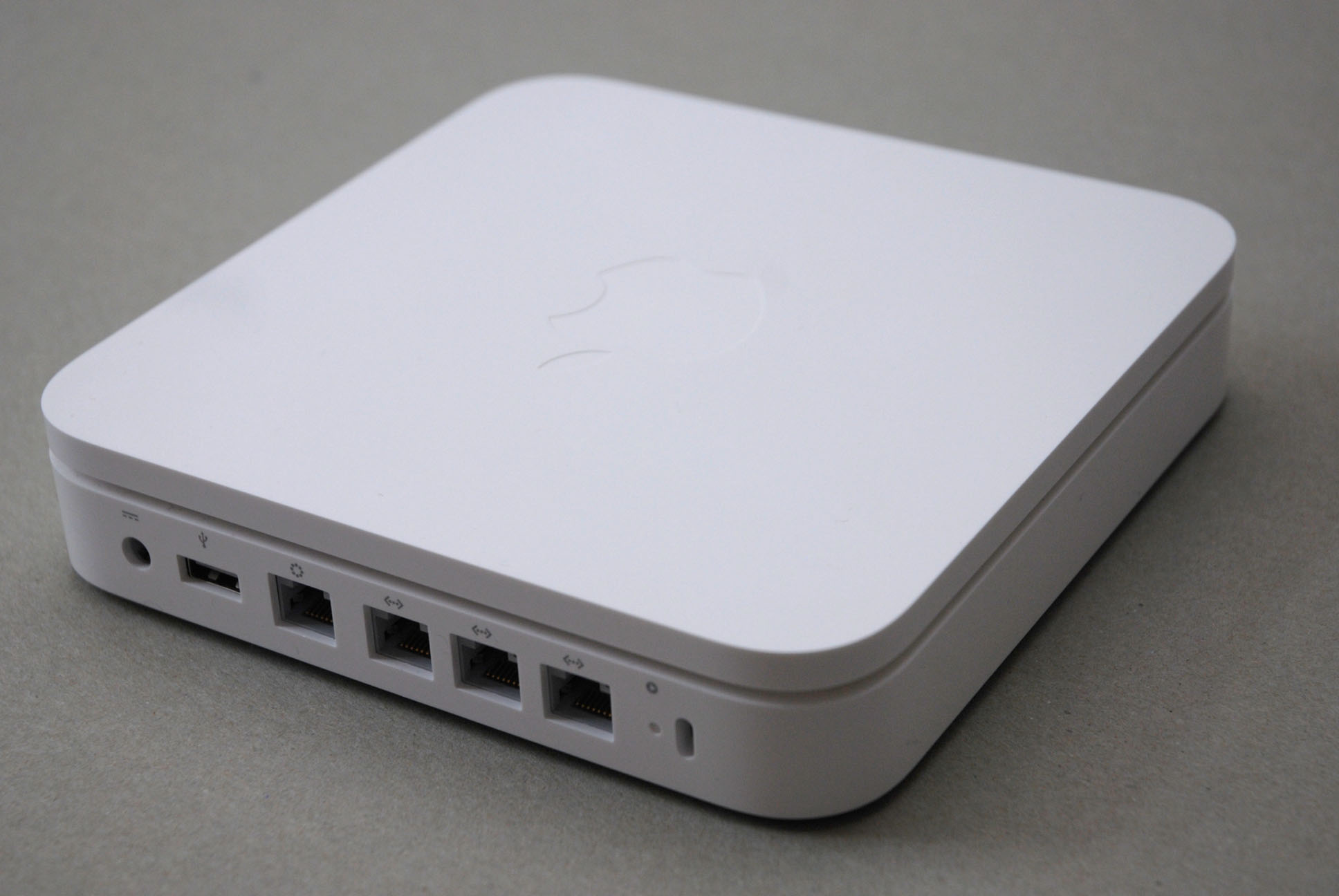
AirPort Extreme

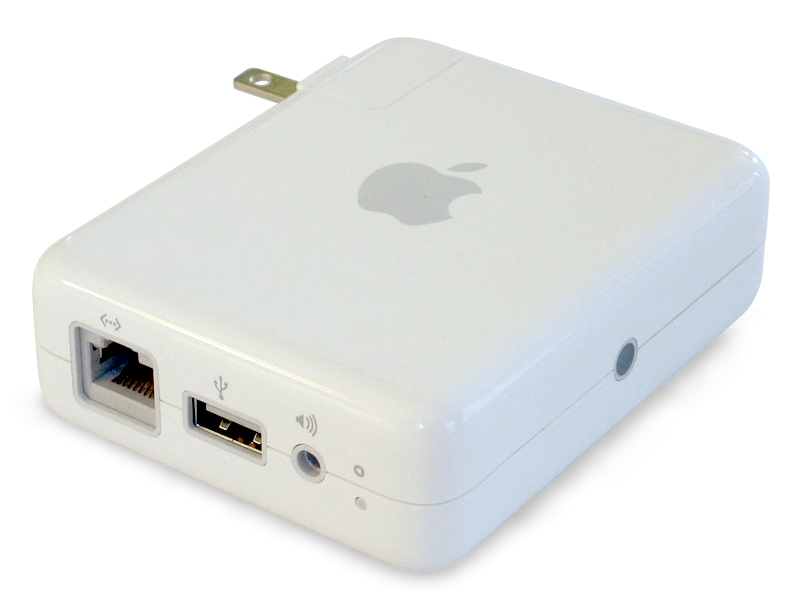
AirPort Express

Airport och Airport Extreme är produkter för trådlös nätverkskommunikation från Apple Inc. baserade på IEEE 802.11-standarden (även känd som Wi-Fi).
Airport och Airport Extreme kan ibland referera till protokollet som används (802.11b, 802.11g respektive 802.11n), utbyggnadskortet eller basstationen.
I Japan finns produkterna under namnet Airmac på grund av att varumärket sedan tidigare var registrerat av I-O DATA.

## Översikt
Airport debuterade den 21 juli 1999 vid Macworld Expo i New York vid presentationen av den bärbara datormodellen Ibook. Under presentationen plockade Steve Jobs upp datorn för att ge kameramannen en bättre bild medan han surfade på Internet vilket följdes av applåder då publiken insåg att datorn inte var ansluten med någon kabel. Ursprungligen erbjöds ett utbyggnadskort för Ibook-datorn samt en basstation baserade på 802.11b-specifikationen och som erbjöd upptill 11 Mbit/s i överföringshastighet. Så småningom erbjöds Airport även till Apples andra datormodeller.
Den 7 januari 2003 introducerade Apple Airport Extreme som var baserad på 802.11g-specifikationen. Airport Extreme tillhandahöll upp till 54 Mbit/s i överföringshastighet och produkterna var kompatibla med tidigare produkter baserade på 802.11b. Den 9 januari 2007 introducerades Airport-produkter som även kunde arbeta enligt 802.11n-specifikationen.